# Ponte Buriano
Ponte Buriano, noto anche con il nome di Ponte a Buriano come l'omonima riserva, è un toponimo che indica sia una frazione del comune di Arezzo sia una costruzione romanica, un ponte fluviale che attraversa l'Arno a nord della stessa città.

## Descrizione
La costruzione è un ponte ad arco a via superiore, composto da sette visibili arcate a sesto ribassato mentre un’ottava, sulla sponda dell'omonima frazione, risulta interrata e nascosta alla vista. 
La struttura si regge sulle ampie arcate che poggiano su robuste pigne triangolari, con rivestimento esterno in arenaria, che fanno loro da contrafforte come era uso nella costruzione dei ponti nel Medioevo.

## Storia
Gli Annales Arretinorum Maiores indicano nel 1277 l'anno di edificazione del ponte a Buriano.
Probabilmente il ponte è stato eretto su un precedente attraversamento dell'Arno di età romana secondo quanto farebbe prospettare la presenza di un'arteria di transito di grande rilevanza quale la vicina Cassia Vetus.
A causa del logorio dovuto allo scorrere del fiume e delle piene è stato più volte oggetto di manutenzioni straordinarie. Nel 1558 furono rifondate le pile e nel corso del XVIII secolo furono riparate altre due volte. 
Durante la seconda guerra mondiale, il ponte ha rischiato di saltare in aria: minato dall'esercito nazista, fu provvidenzialmente salvato da un'incursione dell'esercito alleato che riuscì ad evitare l'esplosione. 

### La Gioconda
Una tesi di vari storici dell'arte afferma che il ponte di Buriano sia visibile nel paesaggio del quadro la Gioconda di Leonardo da Vinci, alla destra di chi guarda.
Anche altre località, comunque, reclamano il panorama alle spalle di Monna Lisa e l'argomento rimane dibattuto.

## Viabilità
Il ponte è aperto al traffico veicolare in senso unico alternato. È inserito nel tracciato della SP 1 Setteponti e garantisce l’attraversamento dell'Arno anche per il traffico pesante.
Per ovviare alla strettoia, che rallenta i tempi di percorrenza, è stata ipotizzata la costruzione di un nuovo ponte sul fiume Arno in modo da garantire un attraversamento alternativo.